# 252 East 57th Street

Le 252 East 57th Street est un gratte-ciel résidentiel de 218 mètres construit en 2016 à New York (États-Unis).